# Don't Knock the Baldhead: Live
Don't Knock the Baldhead: Live  è un album live dei Bad Manners uscito nel 1997. È stato poi ristampato nel 2005 con il titolo Feel Like Jumping! Greatest Hits Live!.

## Tracce
1. Echo 4+2 – 2:23
2. This Is Ska – 2:31
3. My Girl Lollipop – 2:39
4. Fatty Fatty – 2:26
5. Lorraine – 4:09
6. Feel Like Jumping – 4:49
7. Skaville UK – 2:42
8. Walking In The Sunshine – 3:22
9. King Ska / FA – 3:14
10. Samson And Delilah – 3:06
11. Wet Dream – 3:57
12. Just A Feeling – 2:31
13. El Pussy Cat – 3:01
14. Ne-Ne Na-Na Na-Na Nu-Nu – 1:28
15. Sally Brown – 3:00
16. Don't Be Angry – 2:49
17. Wooly Bully – 2:06
18. Inner London Violence – 3:27
19. Special Brew – 3:23
20. Don't Knock The Bald Head – 2:52
21. Lip Up Fatty – 2:57
22. Can Can – 3:21